# Skoky do vody na mistrovství světa v plaveckých sportech 2015
Závody v skocích do vody na mistrovství světa v plaveckých sportech za rok 2015 proběhly v Kazani, Rusko ve dnech 24. července až 5. srpna 2015.

## Česká stopa
Na tomto mistrovství světa Česko nemělo ve skocích do vody zastoupení.

## Výsledky

### Individuální disciplíny
| Muži              | Zlato                  | Zlato  | Stříbro             | Stříbro | Bronz                     | Bronz  |
| ----------------- | ---------------------- | ------ | ------------------- | ------- | ------------------------- | ------ |
| Skoky z 1 m prkna | Sie S'-i (CHN)         | 485,50 | Illja Kvaša (UKR)   | 449,05  | Michael Hixon (USA)       | 428,30 |
| Skoky z 3 m prkna | Che Čchao (CHN)        | 555,05 | Ilja Zacharov (RUS) | 547,60  | Jack Laugher (GBR)        | 528,90 |
| Skoky z 10 m věže | Čchiou Po (CHN)        | 587,00 | David Boudia (USA)  | 560,20  | Thomas Daley (GBR)        | 537,95 |
| Ženy              | Zlato                  | Zlato  | Stříbro             | Stříbro | Bronz                     | Bronz  |
| Skoky z 1 m prkna | Tania Cagnottová (ITA) | 310,85 | Š' Tching-mao (CHN) | 309,20  | Che C' (CHN)              | 300,30 |
| Skoky z 3 m prkna | Š' Tching-mao (CHN)    | 383,55 | Che C' (CHN)        | 377,45  | Tania Cagnottová (ITA)    | 356,15 |
| Skoky z 10 m věže | Kim Kuk-hjang (PRK)    | 397,05 | Žen Čchien (CHN)    | 388,00  | Pandelela Rinongová (MAS) | 385,05 |

### Týmové disciplíny
| Muži                                               | Zlato                                                          | Zlato  | Stříbro                                                     | Stříbro | Bronz                                                      | Bronz  |
| -------------------------------------------------- | -------------------------------------------------------------- | ------ | ----------------------------------------------------------- | ------- | ---------------------------------------------------------- | ------ |
| Synchronizované skoky dvojic z 3 m prkna           | Čína (CHN) (Cchao Jüan, Čchin Kchaj)                           | 471,45 | Rusko (RUS) (Jevgenij Kuzněcov, Ilja Zacharov)              | 459,18  | Spojené království (GBR) (Jack Laugher, Christopher Mears) | 445,20 |
| Synchronizované skoky dvojic z 10 m věže           | Čína (CHN) (Čchen Aj-sen, Lin Jüe)                             | 495,72 | Mexiko (MEX) (Iván García, Germán Sánchez)                  | 448,89  | Rusko (RUS) (Roman Izmailov, Viktor Minibajev)             | 441,33 |
| Ženy                                               | Zlato                                                          | Zlato  | Stříbro                                                     | Stříbro | Bronz                                                      | Bronz  |
| Synchronizované skoky dvojic z 3 m prkna           | Čína (CHN) (Š' Tching-mao, Wu Min-sia)                         | 351,30 | Kanada (CAN) (Jennifer Abelová, Pamela Wareová)             | 319,47  | Austrálie (AUS) (Samantha Millsová, Esther Qinová)         | 304,20 |
| Synchronizované skoky dvojic z 10 m věže           | Čína (CHN) (Čchen Žuo-lin, Liou Chuej-sia)                     | 359,52 | Kanada (CAN) (Meaghan Benfeitová, Roseline Filionová)       | 339,99  | Severní Korea (PRK) (Kim Kuk-hjang, Song Nam-hjang)        | 325,26 |
| Mix                                                | Zlato                                                          | Zlato  | Stříbro                                                     | Stříbro | Bronz                                                      | Bronz  |
| Synchronizované skoky smíšených dvojic z 3 m prkna | Čína (CHN) (Wang Chan, Jang Chao)                              | 339,90 | Kanada (CAN) (Jennifer Abelová, François Imbeau-Dulac)      | 317,01  | Itálie (ITA) (Tania Cagnottová, Maicol Verzotto)           | 315,30 |
| Synchronizované skoky smíšených dvojic z 10 m věže | Čína (CHN) (S' Ja-ťie, Tchaj Siao-chu)                         | 350,88 | Kanada (CAN) (Meaghan Benfeitová, Vincent Riendeau)         | 309,66  | Austrálie (AUS) (Melissa Wuová, Domonic Bedggood)          | 308,22 |
| Smíšený tým                                        | Spojené království (GBR) (Rebecca Gallantreeová, Thomas Daley) | 434,65 | Ukrajina (UKR) (Julija Prokopčuková, Oleksandr Horškovozov) | 426,45  | Čína (CHN) (Čchen Žuo-lin, Sie S'-i)                       | 425,40 |

## Medailová bilance
Ve skocích do vody se rozdělilo celkem 13 sad medailí.
| Pořadí | Stát                     |       | Muži    | Muži  | Muži  |         | Ženy  | Ženy  | Ženy    |       | Mix   | Mix     | Mix   |  | Muži + Ženy + Mix | Muži + Ženy + Mix | Muži + Ženy + Mix | Celkem |
| Pořadí | Stát                     | Zlato | Stříbro | Bronz | Zlato | Stříbro | Bronz | Zlato | Stříbro | Bronz | Zlato | Stříbro | Bronz |  |                   |                   |                   | Celkem |
| ------ | ------------------------ | ----- | ------- | ----- | ----- | ------- | ----- | ----- | ------- | ----- | ----- | ------- | ----- |  | ----------------- | ----------------- | ----------------- | ------ |
| 1.     | Čína (CHN)               |       | 5       | 0     | 0     |         | 3     | 3     | 1       |       | 2     | 0       | 1     |  | 10                | 3                 | 2                 | 15     |
| 2.     | Spojené království (GBR) |       | 0       | 0     | 3     |         | 0     | 0     | 0       |       | 1     | 0       | 0     |  | 1                 | 0                 | 3                 | 4      |
| 3.     | Itálie (ITA)             |       | 0       | 0     | 0     |         | 1     | 0     | 1       |       | 0     | 0       | 1     |  | 1                 | 0                 | 2                 | 3      |
| 4.     | Severní Korea (PRK)      |       | 0       | 0     | 0     |         | 1     | 0     | 1       |       | 0     | 0       | 0     |  | 1                 | 0                 | 1                 | 2      |
| 5.     | Kanada (CAN)             |       | 0       | 0     | 0     |         | 0     | 2     | 0       |       | 0     | 2       | 0     |  | 0                 | 4                 | 0                 | 4      |
| 6.     | Rusko (RUS)              |       | 0       | 2     | 1     |         | 0     | 0     | 0       |       | 0     | 0       | 0     |  | 0                 | 2                 | 1                 | 3      |
| 7.     | Ukrajina (UKR)           |       | 0       | 1     | 0     |         | 0     | 0     | 0       |       | 0     | 1       | 0     |  | 0                 | 2                 | 0                 | 2      |
| 8.     | USA (USA)                |       | 0       | 1     | 1     |         | 0     | 0     | 0       |       | 0     | 0       | 0     |  | 0                 | 1                 | 1                 | 2      |
| 9.     | Mexiko (MEX)             |       | 0       | 1     | 0     |         | 0     | 0     | 0       |       | 0     | 0       | 0     |  | 0                 | 1                 | 0                 | 1      |
| 10.    | Austrálie (AUS)          |       | 0       | 0     | 0     |         | 0     | 0     | 1       |       | 0     | 0       | 1     |  | 0                 | 0                 | 2                 | 2      |
| 11.    | Malajsie (MAS)           |       | 0       | 0     | 0     |         | 0     | 0     | 1       |       | 0     | 0       | 0     |  | 0                 | 0                 | 1                 | 1      |
| Celkem | Celkem                   |       | 5       | 5     | 5     |         | 5     | 5     | 5       |       | 3     | 3       | 3     |  | 13                | 13                | 13                | 39     |